# Habronyx discoidellus
Habronyx discoidellus là một loài tò vò trong họ Ichneumonidae.